# Región del Nuevo Cuyo
Cuyo, oficialmente Región del Cuyo,  es una de las cuatro regiones para el desarrollo económico y social de la República Argentina. Formada por las provincias de Cuyo: provincia de Mendoza, provincia de San Juan y la provincia de San Luis. Entre 1988 y 2012 formó parte la provincia de La Rioja.
Está ubicada al oeste del país, limitando al norte con Norte Grande Argentino, al este con Centro, al sur con Patagonia y al oeste con Chile. 
Posee una superficie de 420 383 km², lo que la coloca nuevamente en segunda posición, con una superficie similar a Francia—esta vez por detrás de Patagonia, y por delante de Centro— y una densidad de población de 30,80 hab/km², una vez más en primer lugar, esta vez por delante de Centro, y por delante de Patagonia.

## Historia
Correspondía distinguir el Cuyo del "Nuevo Cuyo". Histórica y culturalmente el Cuyo abarca a las provincias de Mendoza, San Juan y parte oeste de San Luis que desde su creación en 1551 en orden y concretada en 1561 ha sido una zona única, cultural, Lingüística, gastronomíca e históricamente diferente al resto del país desde que llegaron criollos chilenos por orden real de poblar la zona. Las legislaciones criollas chilenas y luego en 1780 los primeros gobiernos patrios argentinos extendieron el Cuyo a toda la jurisdicción de San Luis hasta limitar por el este con la provincia argentina de Córdoba. 
En cambio el "Nuevo Cuyo" fue una creación política, en donde la provincia argentina de La Rioja fue agrupada con las de Cuyo, aunque históricamente perteneciera al antiguo Tucumán y étnicamente es de base diaguita, por lo cual es parte del NOA histórico.
El 22 de enero de 1988, los gobernadores de las cuatro provincias arriba citadas, firmaron el Tratado de Integración Económica del Nuevo Cuyo. Esta región contiene un PBI per cápita de 10.567 dólares. El proceso de regionalización en la República Argentina está basado en el artículo 124 de la Constitución Nacional. En 2001 tenía 404.906 km².

### Tratado de Integración Económica del Nuevo Cuyo
La Región del Nuevo Cuyo fue creada por el Tratado de Integración Económica del Nuevo Cuyo del 22 de enero de 1988, que fue ratificado ese mismo año por las legislaturas de las provincias de Mendoza, San Juan, San Luis y La Rioja.

Art. 1. «Fortalecer la integración de la Región mejorando los medios de comunicación y transporte, promoviendo la oferta de bienes y servicios regionales, tanto en el plano nacional como internacional y la ejecución de emprendimientos productivos y comerciales con otros países, especialmente los latinoamericanos».

Art. 16. «Con tal propósito, los Gobernadores de las Provincias signatarias se constituirán en Asamblea de Gobernadores, que será la instancia máxima de decisión para este Acuerdo Interjurisdiccional en lo que respecta a la fijación de pautas para la integración, definición de políticas, etc. La Asamblea de Gobernadores será asistida por un Comité Ejecutivo integrado por los Ministros de Economía de las Provincias de San Juan y Mendoza y Ministros de Hacienda y Obras Públicas de La Rioja y San Luis, quienes tendrán a su cargo la formulación de las diferentes propuestas para la toma de decisión y las tareas operativas de su implementación. La Asamblea y el Comité elaboran su propio Reglamento para su funcionamiento».

Debido a que el tratado es previo a la reforma constitucional de 1994, no fue firmado en el marco del artículo n.º 124 de la constitución argentina, por lo que constitucionalmente el Nuevo Cuyo no constituye una región para el desarrollo económico y social mientras tanto no se explicite en un nuevo tratado y se de conocimiento al Congreso nacional.

### Salida de La Rioja
El Gobierno de La Rioja dejó de ser parte de la región, y luego de 24 años, se reintegró al Noroeste Argentino. Actualmente, la provincia de La Rioja forma parte del Parlamento del NOA e impulso un proyecto para que la zona pague menos impuestos que el resto del país.
Desde la salida de la provincia de La Rioja en julio de 2012 la región está formada por tres provincias: Mendoza, San Juan y San Luis (404 906 km²). Si bien el tratado utilizó en su título el nombre Nuevo Cuyo como ampliación de la histórica región de Cuyo con la incorporación de La Rioja, al abandonar esta provincia la región el nombre ha perdido significado y se ha reforzado el uso del nombre región de Cuyo sin que formalmente haya sido cambiado el primero.

## Población
| Provincia | CPA | Pob. (2022) | Sup. (km²) | Capital  | Bandera |
| --------- | --- | ----------- | ---------- | -------- | ------- |
| Mendoza   | M   | 2.043.540   | 148.827    | Mendoza  |         |
| San Juan  | J   | 822.853     | 89.651     | San Juan |         |
| San Luis  | D   | 542.069     | 76.748     | San Luis |         |
| Total RNC | -   | 3.408.462   | 315 226    | -        | -       |